# 缓冲饼和链式车钩
缓冲饼和链式车钩是一种车钩，由缓冲饼和链式车钩两大主要部件组成，并因此而得名。“缓冲饼和链式车钩”在事实上是国际铁路联盟标准车钩之一，多用于欧洲国家及其殖民地/前殖民地（如南美、印度等）的老式铁路车辆。此套系统的优点在于结构简单易于维护，而且机车在推进车厢前进时，只需利用缓冲饼传递推力，不用真正连挂车钩。但是这套系统的缺点也颇多。首先链式车钩无法传递过多拉力，否则既有车钩断裂之虞（最大牵引定数不到4000吨），其次，列车通过小半径曲线时，缓冲饼则有可能纠缠在一起，酿成事故。这套系统在19世纪末已不算先进，唯欧洲各国运用已久，修改成本过大，才得以沿用至今（这套系统在欧洲也在逐步淘汰中，但是铁路车辆数辆基数大，一时难以全部淘汰）。中国铁路在早期也有部分地方使用，但在中国从未全面推广，在20世纪50年代末即被淘汰。
当下的“缓冲饼和链式车钩”令车厢之间通过手动的链式车钩连接，且在两节车厢连接后两节车厢间的缓冲饼轻微碰撞，这种设计在编解时震动较小。相比之下，半自动的詹尼车钩中的E型车钩在编解时会产生较大震动。早期的缓冲饼使用橡胶头缓冲，后来升级为液压弹簧缓冲。链式车钩则包含钩子和链条。

在机车/车厢一端设有两个缓冲饼（非缓冲饼中置）的“缓冲饼和链式车钩”系统
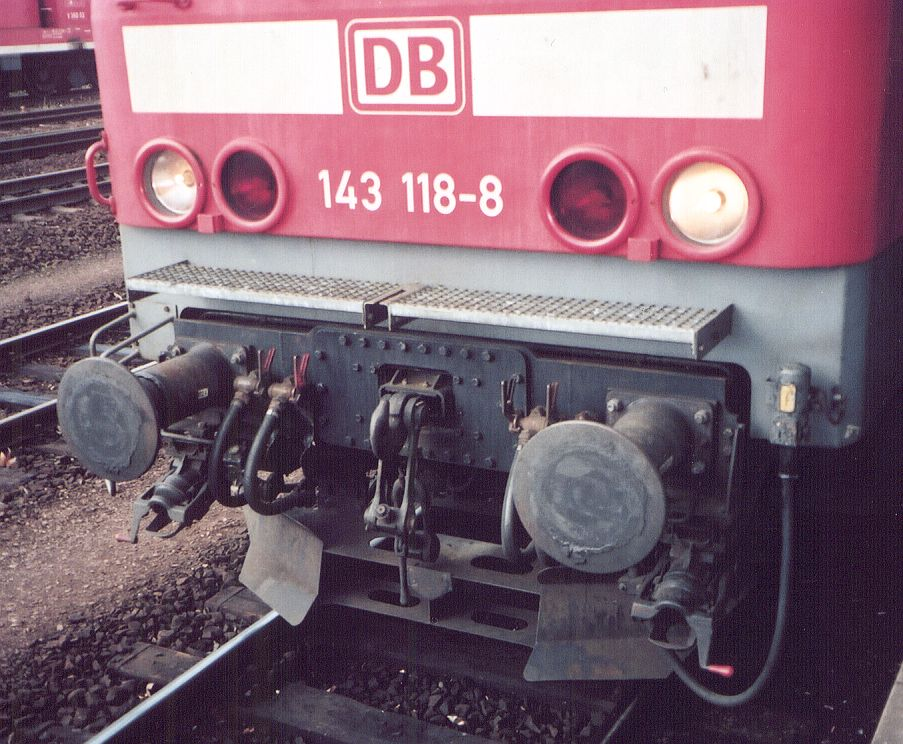
使用的“缓冲饼和链式车钩”的德国国营铁路243型电力机车。
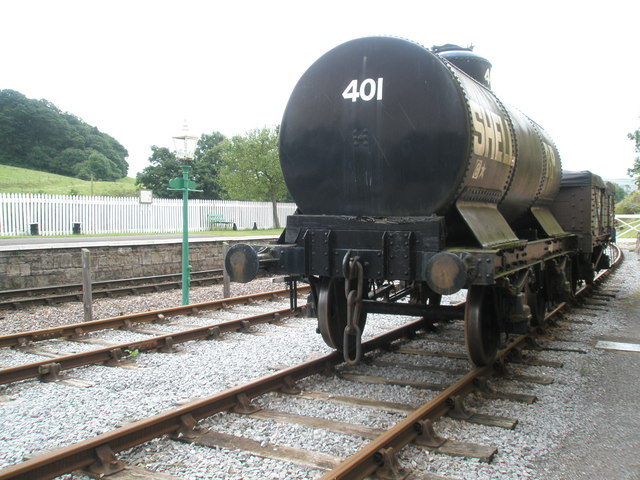
英国使用包含3节铁链的“缓冲饼和链式车钩”的老式罐车。
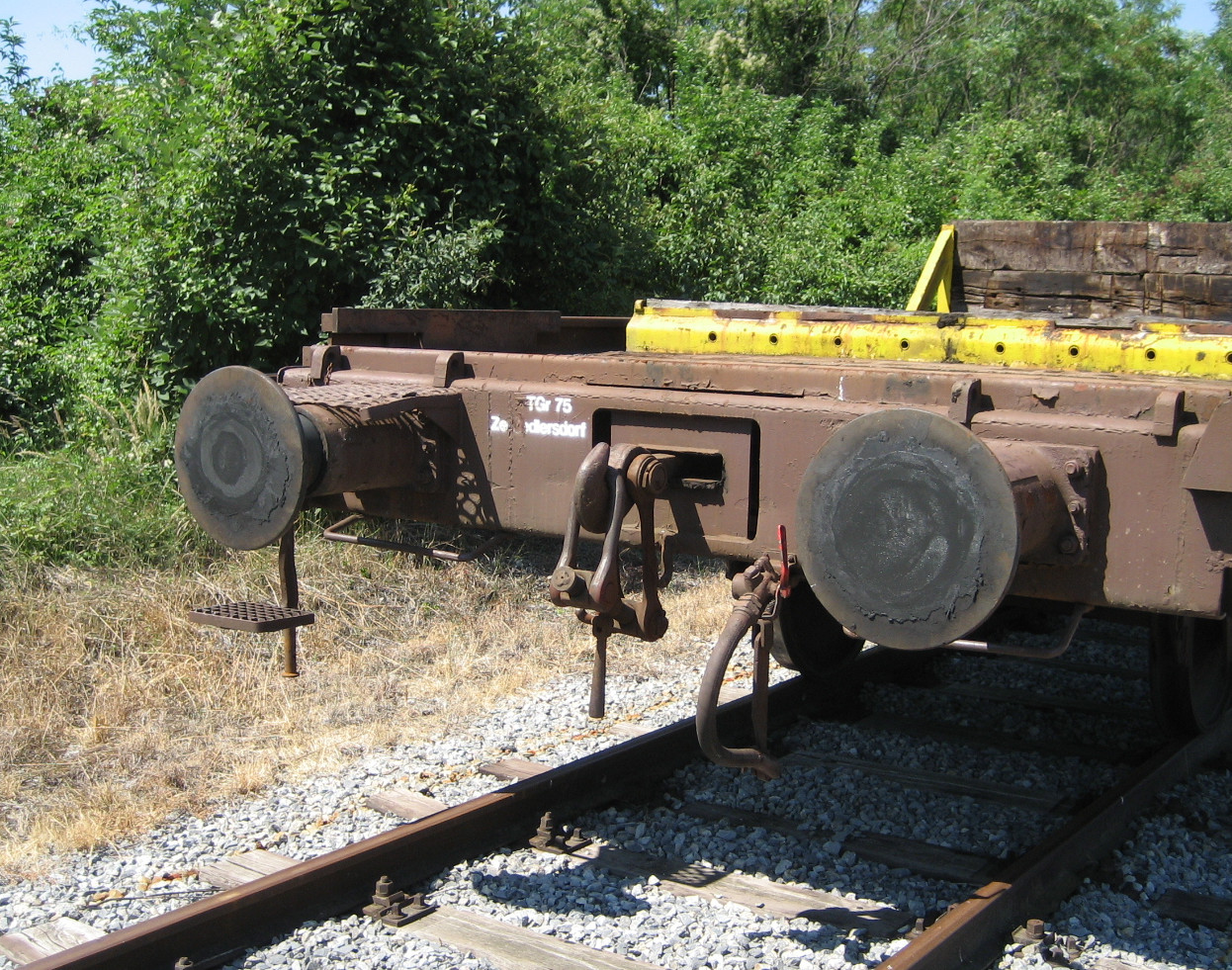
使用“缓冲饼和链式车钩”的铁路货车。

缓冲饼中置的“缓冲饼和链式车钩”
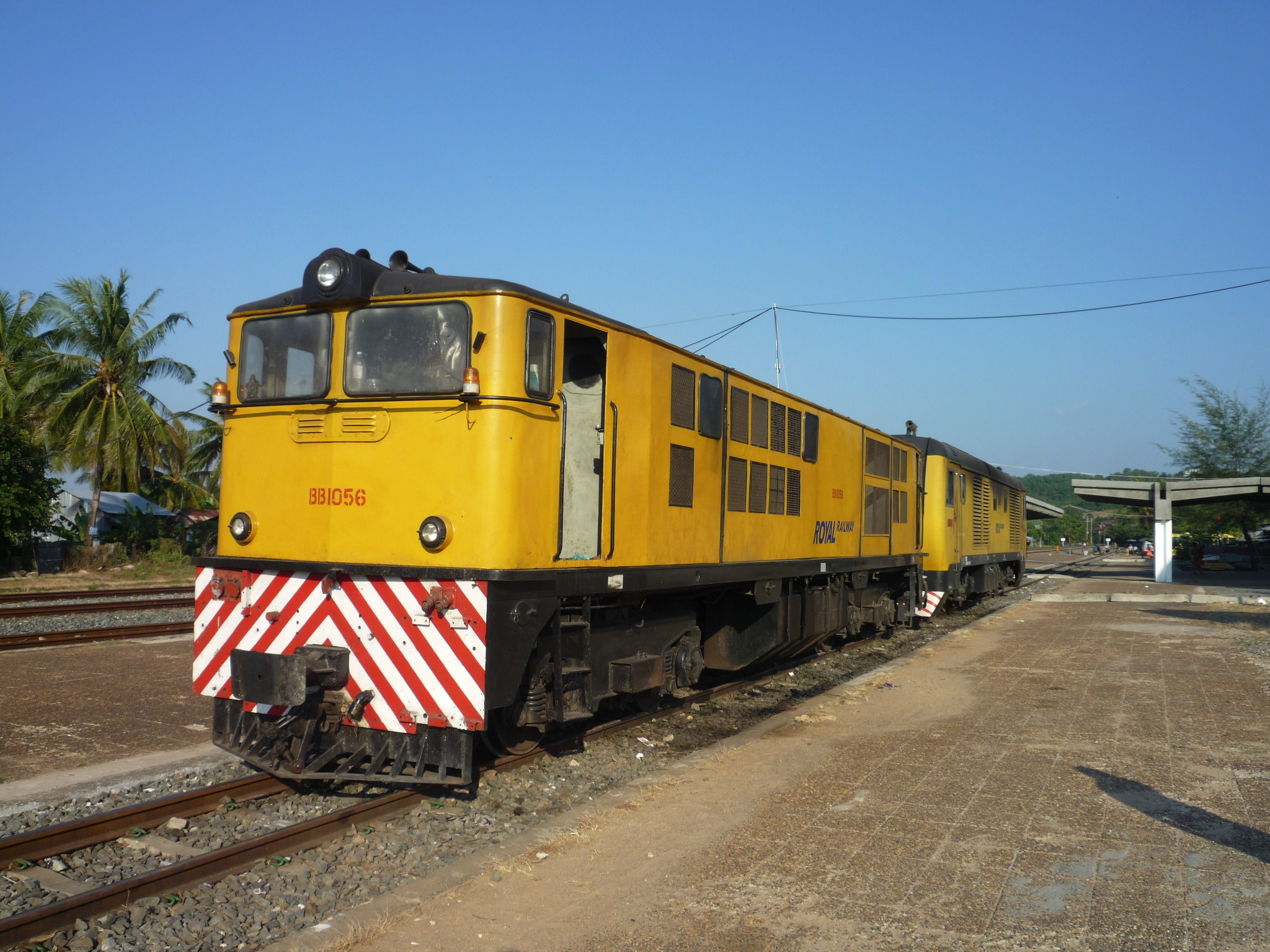
缓冲饼（英语：Buffer (rail transport)）中置的“缓冲饼和链式车钩”
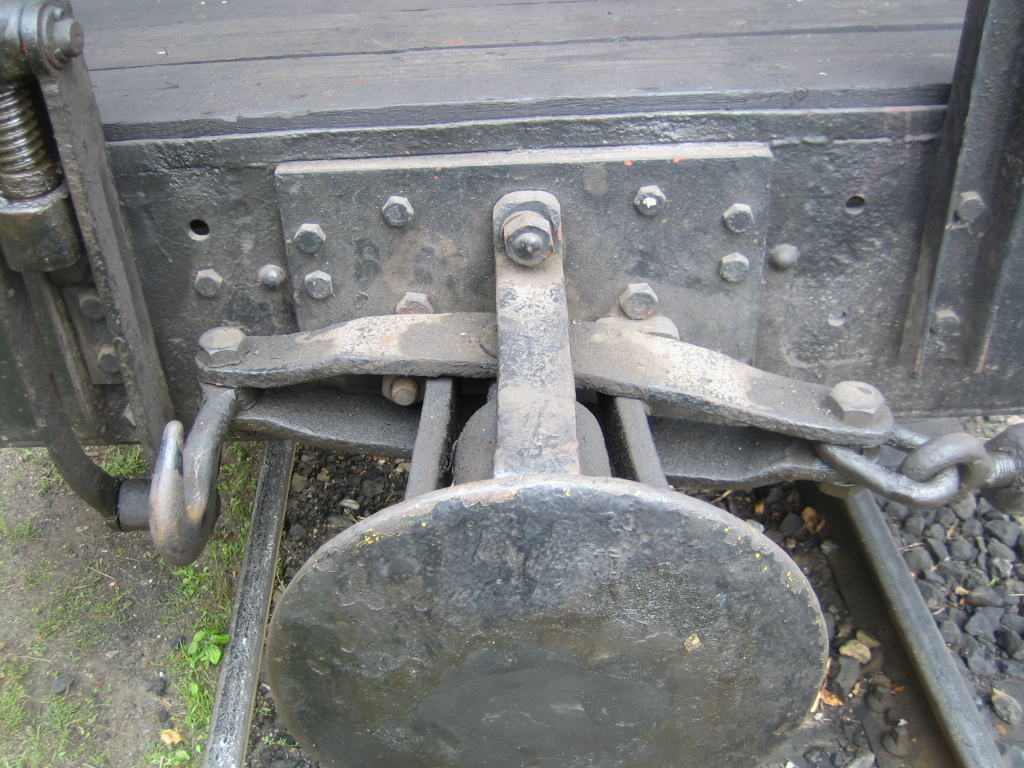
柬埔寨皇家铁路使用的柴油机车，车钩为采用缓冲饼（英语：Buffer (rail transport)）中置的“缓冲饼和链式车钩”。
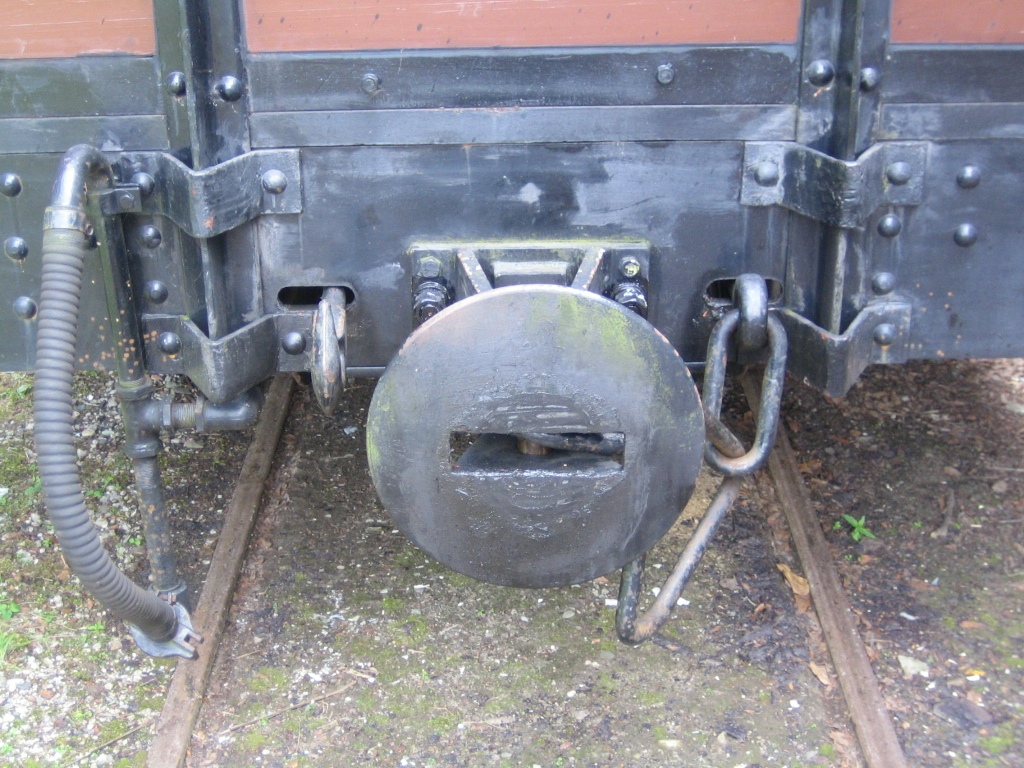
缓冲饼（英语：Buffer (rail transport)）中置的“缓冲饼和链式车钩”。
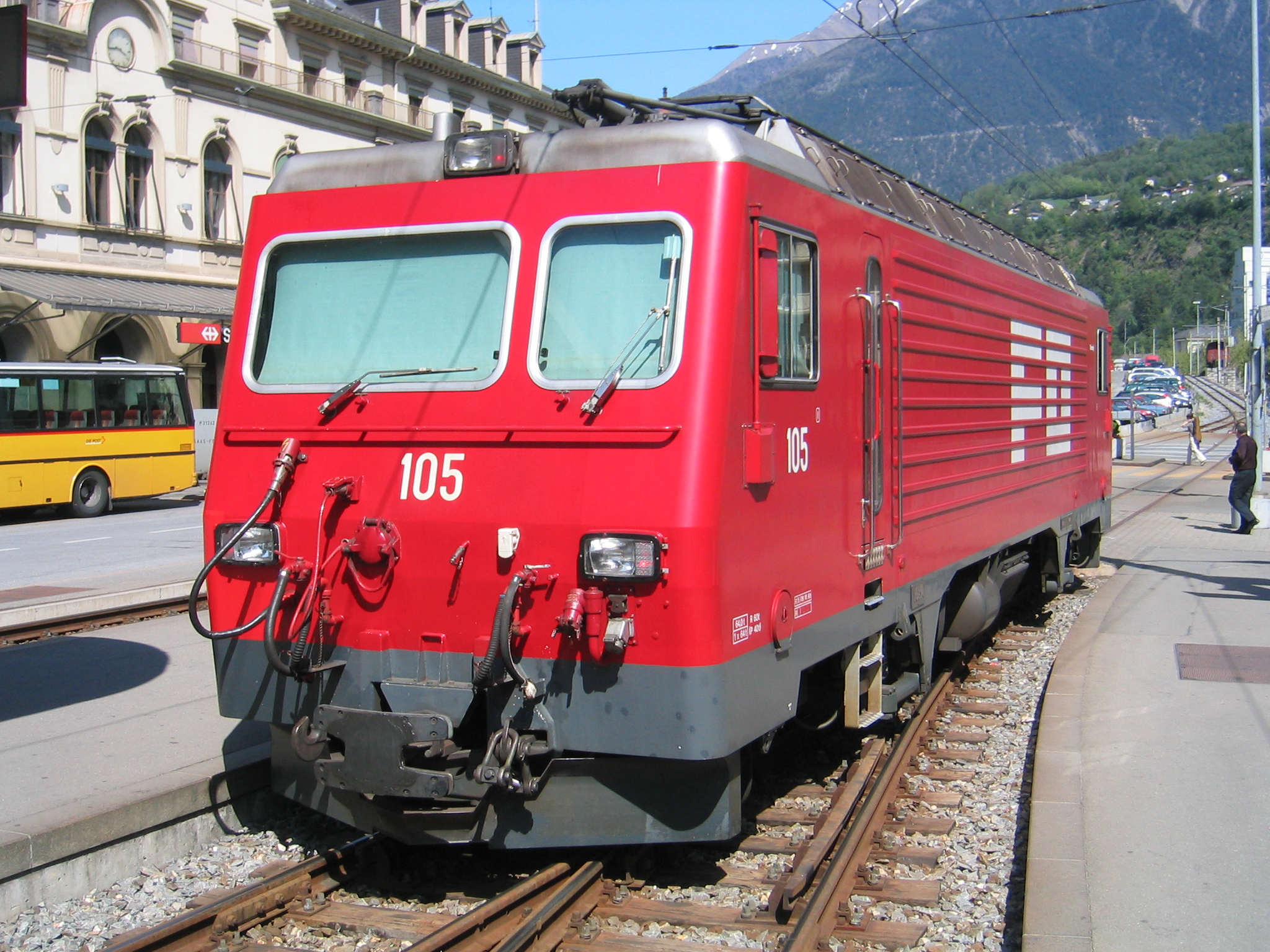
缓冲饼（英语：Buffer (rail transport)）中置的“缓冲饼和链式车钩”。
- 瑞士的一型米轨电力机车，车钩为采用缓冲饼（英语：Buffer (rail transport)）中置的“缓冲饼和链式车钩”。

## 缺点

### 最大负载低
“缓冲饼和链式车钩”系统最大负载远低于詹尼车钩，最大牵引定数不到4000吨。而詹尼车钩可达32000吨。

### 缓冲饼死锁

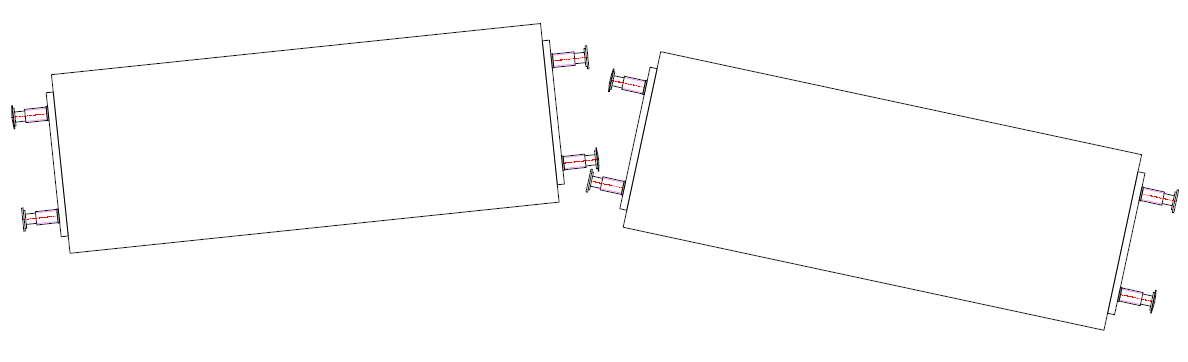
缓冲饼死锁

在列车通过小曲线半径的铁路时，其中某一缓冲饼可能会滑到另一缓冲饼背面，造成死锁（或曰互相纠缠），进而引发事故。 尽管通过改善轨道可以避免这一问题发生，但在20世纪80年代瑞士某火车站依然出现了铁路货车缓冲饼死锁。缓冲饼死锁多发生于曲线半径非常小的老式道岔及圆形缓冲饼。新式缓冲饼多为长方形，横边长、纵边短，较不易出现死锁。“缓冲饼和链式车钩”所允许的铁路最小曲线半径为150米，若列车长度较短则可通过曲线半径更小的铁路。 有轨电车、轻轨、轻便铁路若使用中置缓冲饼则可通过曲线半径为20米或更小的线路。

### 不同轨距间可能不兼容
通常情况下，轨距越宽，对在铁路车辆一端采用双缓冲饼设计的“缓冲饼和链式车钩”系统而言，两缓冲饼间距离越大，这也就可能出现不同轨距下的铁路车辆在转换轨距后缓冲饼不兼容。还有，窄轨铁路车辆的缓冲饼往往高度较低，与标准轨和宽轨铁路车辆在转换轨距后缓冲饼高度亦不兼容。窄轨铁路车辆经常使用在一端中置单缓冲饼设计的“缓冲饼和链式车钩”，这与在铁路车辆一端设置双缓冲饼的铁路车辆的“缓冲饼和链式车钩”系统也不兼容。
不过，欧洲的准轨铁路和伊比利亚轨距铁路采用双缓冲饼设计的铁路车辆缓冲饼高度和间距在转换轨距后却是兼容的。

## 标准尺寸
对于采用双缓冲饼设计的“缓冲饼和链式车钩”而言，两缓冲饼的间距在不同轨距下是不同的，但欧洲的准轨铁路车辆的“缓冲饼和链式车钩”却能兼容很多非准轨铁路车辆的“缓冲饼和链式车钩”（需转换轨距）。
| 类型   | 轨距     | 缓冲饼高度 | 两缓冲饼间距 | 使用地区                             |
| ------ | -------- | ---------- | ------------ | ------------------------------------ |
| 标准轨 | 1435毫米 | 1054毫米   | 1727毫米     | 英国、欧洲大陆                       |
| 窄轨   | 1000毫米 | 756毫米    | 1248毫米     | 塞内加尔、马里、布基纳法索、科特迪瓦 |
| 宽轨   | 1520毫米 | 1063毫米   | 1727毫米     | 1435毫米/1520毫米双轨距卧铺车        |
| 宽轨   | 1668毫米 | 1050毫米   | 1720毫米     | 西班牙、葡萄牙                       |
| 宽轨   | 1676毫米 | 1067毫米   | 1955毫米     | 印度、巴基斯坦、斯里兰卡             |